# Robert Tropéano
Robert Tropéano, né le 20 avril 1939 à Saint-Chinian, est un homme politique français.

## Biographie
Inspecteur central des PTT en retraite, il devient sénateur le 9 juillet 2006 à la suite du décès de Marcel Vidal, dont il était le suppléant. Il est réélu le 21 septembre 2008 sur une liste PS dissidente soutenue notamment par André Vézinhet et en rivalité avec la liste PS officielle de Robert Navarro soutenue par Georges Frêche. Malgré la présence de huit listes dont cinq de gauche, sa liste arrive derrière la liste UMP de Raymond Couderc mais devant la liste PS officielle. 
Adhérent du parti socialiste puis du Parti radical de gauche, il siège au groupe du RDSE au Sénat.

## Synthèse des mandats
- Sénateur de l'Hérault de 2006 à 2014
- Maire de Saint-Chinian de 1983 à 2014
- Vice-Président du Conseil général de l'Hérault
- Conseiller général du canton de Saint-Chinian de 1996 à 2015
- Vice-président de la communauté de communes du Saint-Chinianais jusqu'en 2012

## Distinctions
- Chevalier de la Légion d'honneur le 14 avril 2017, par le Ministère de l'aménagement du territoire, de la ruralité et des collectivités territoriales[1]
- Croix de la Valeur militaire en 1961
- Chevalier de l'ordre du Mérite agricole en 1991
- Croix du combattant (Algérie)
- Médaille commémorative des opérations de sécurité et de maintien de l'ordre (Algérie)
- Médaille de reconnaissance de la Nation (Algérie)
- Médaille de la jeunesse, des sports et de l'engagement associatif, bronze en 1981
- Médaille d'honneur régionale, départementale et communale, argent en 1988